# Eanfrith (Bernicia)

Angelsächsische Reiche im frühen 7. Jahrhundert

Eanfrith (auch Eanfrid, Enfrid, Anfrith, Eanfirdus, Eanferð, Eanferþ; † 634) war in den Jahren 633/634–634 König des angelsächsischen Königreiches Bernicia.

## Leben

### Familie
Eanfrith war der älteste Sohn des Königs Æthelfrith von Northumbria und entstammte vermutlich dessen erster Ehe mit Bebba. Seine Stiefmutter Acha war eine Cousine Osrics (633–634), des Königs von Deira.
Er war mit der Tochter des Gwid (633–653), eines Königs der Pikten, deren Name nicht überliefert wurde, verheiratet. Mit ihr hatte den Sohn Talorgan mac Enfret und eine Tochter, deren Name unbekannt ist. Die Tochter heiratete Beli und wurde die Mutter des späteren Piktenkönigs Brudei/Bridei Talorgan wurde später (653–657) König der Pikten.

### Jugend
Eanfriths Vater Æthelfrith eroberte um 604 Deira und vereinigte beide Reiche zum neuen Königreich Northumbria. Æthelfrith fiel 616 in der Schlacht am Fluss Idle gegen Rædwald von East Anglia und dessen Schützling Edwin. Edwin hatte als Erbe der Könige von Deira Anspruch auf den northumbrischen Thron erhoben, den er nun bestieg. Eanfrith, als Sohn seines Feindes, musste ins Exil und zog nach Schottland, wo er die christliche Kultur kennenlernte und sich taufen ließ. Im Exil heiratete er eine Prinzessin der Pikten.

### Herrschaft
Im Jahr 633 verbündeten sich die Könige Cadwallon ap Cadfan von Gwynedd und Penda von Mercia und rebellierten gegen Eanfriths Vorgänger König Edwin von Northumbria. Gemeinsam brachten sie eine ansehnliche Streitmacht zusammen, der es gelang, das northumbrische Heer am 12. Oktober 633 in der Schlacht von Hatfield Chase bei Doncaster zu vernichten. Edwin fiel im Kampf; ebenso sein Sohn Osfrith. Sein Sohn Eadfrith musste sich ergeben und wurde später von Penda ermordet. Unmittelbare Folge der Niederlage war die erneute Teilung Northumbrias: Während sich im südlichen Deira Osric, ein Verwandter Edwins, halten konnte, fiel das nördliche Bernicia an den aus dem Exil zurückgekehrten Eanfrith, und damit an die dortige alte Dynastie zurück. Möglicherweise wurde Eanfrith bei der Machtübernahme von Domnall Brecc, dem König der Pikten unterstützt.
Beda Venerabilis zufolge sollen Osric und Eanfrith getaufte Christen gewesen sein, die sich nach der Thronbesteigung wieder der Angelsächsischen Religion anschlossen. Osric setzte den Kampf gegen Cadwallon fort, den er 634, vermutlich in York, einschloss und belagerte. Bei einem Ausfall Cadwallons fiel Osric und sein Heer wurde aufgerieben. Cadwallon zog plündernd durch Northumbria und ließ Eanfrith, der zum Friedensschluss bereit war, ermorden. Noch im selben Jahr fiel Cadwallon in der Schlacht von Heavenfield im Kampf gegen Eanfriths christlichen Halbbruder Oswald, der Northumbria unter seiner Herrschaft wieder vereinte.